# Mancinella
Mancinella là một chi ốc biển, là động vật thân mềm chân bụng sống ở biển thuộc họ Muricidae, họ ốc gai.

## Các loài
Các loài thuộc chi Mancinella bao gồm:
- Mancinella deltoidea (Lamarck, 1822)[2]

## Hình ảnh

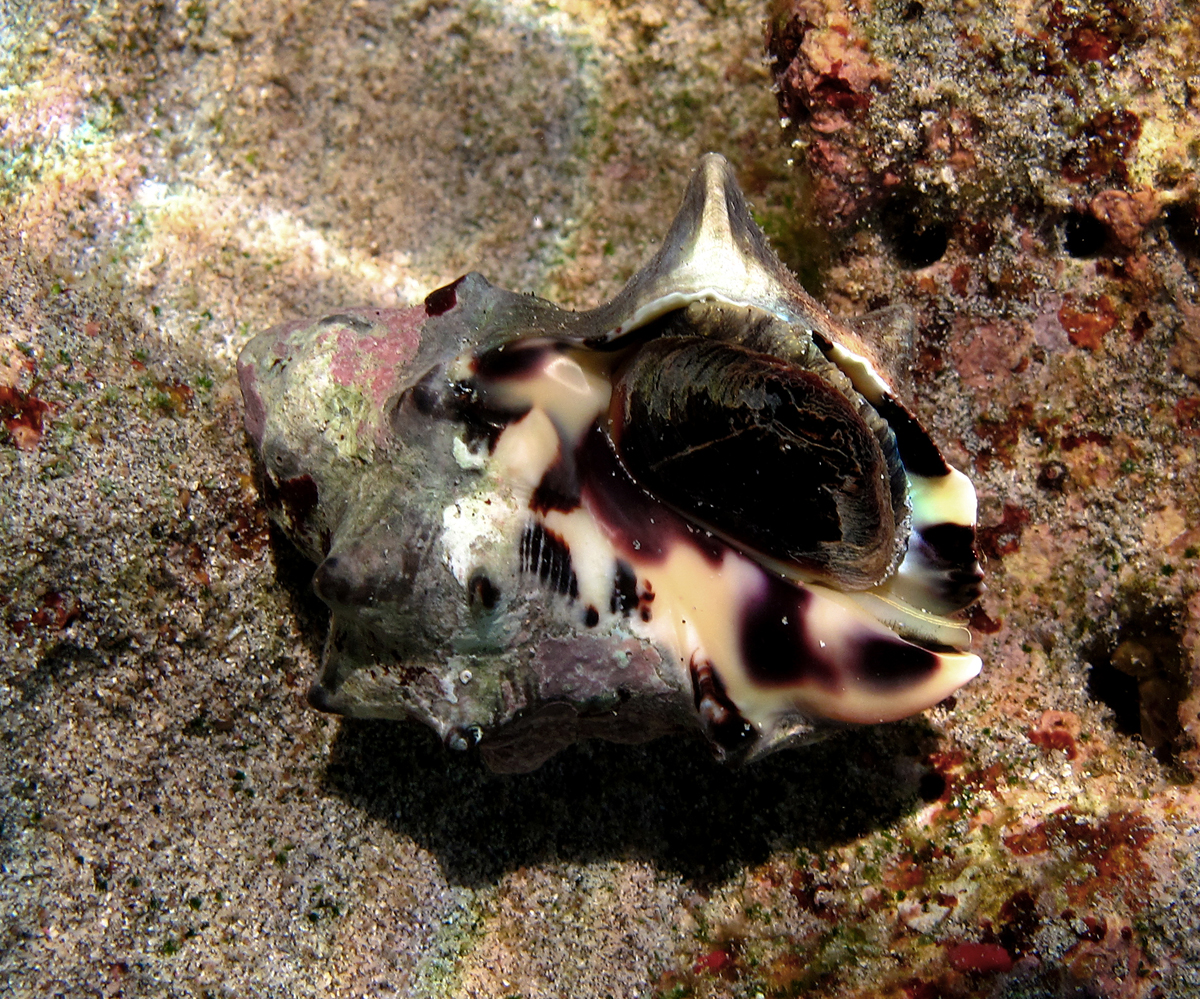